# …och så kom Polly
…och så kom Polly är en amerikansk långfilm från 2004 i regi av John Hamburg med Ben Stiller och Jennifer Aniston i huvudrollerna.

## Handling
Den neurotiske riskanalytikern Reuben Feffer kommer på sin fru Lisa med att vara otrogen under smekmånaden. Ensam åker han hem till New York. När han är som mest ledsen blir han meddragen på en fest av sin kompis, den mindre lyckade skådespelaren Sandy Lyle, där han träffar sin gamla klasskamrat Polly. Han blir genast förtjust och gör sig redo för ett nytt förhållande, men det visar sig att Reuben och Polly inte kunde vara mer olika, speciellt när det kommer till att binda sig. Kan två personer vara tillsammans trots att det bryter alla risklagar som Reuben nånsin stött på?

## Rollista (i urval)
- Ben Stiller - Reuben Feffer
- Jennifer Aniston - Polly Prince
- Alec Baldwin - Stan Indursky, Reubens chef
- Debra Messing - Lisa Kramer, Reubens hustru
- Philip Seymour Hoffman - Sandy Lyle, Reubens kompis
- Hank Azaria - Dykinstruktören Claude
- Missi Pyle - Roxanne, Pollys bästa vän
- Masi Oka - Wonsuk
- Cheryl Hines - catering-ägare